# Lysiteles qiuae
Lysiteles qiuae là một loài nhện trong họ Thomisidae.
Loài này thuộc chi Lysiteles. Lysiteles qiuae được Da-xiang Song & Jia-Fu Wang miêu tả năm 1991.